# 볼보 XC90
볼보 XC90(Volvo XC90)은 스웨덴의 자동차 회사인 볼보에서 2002년부터 생산하는 전륜구동 기반 준대형 SUV 차량이다. 볼보 최초의 SUV 모델이다.

## 1세대

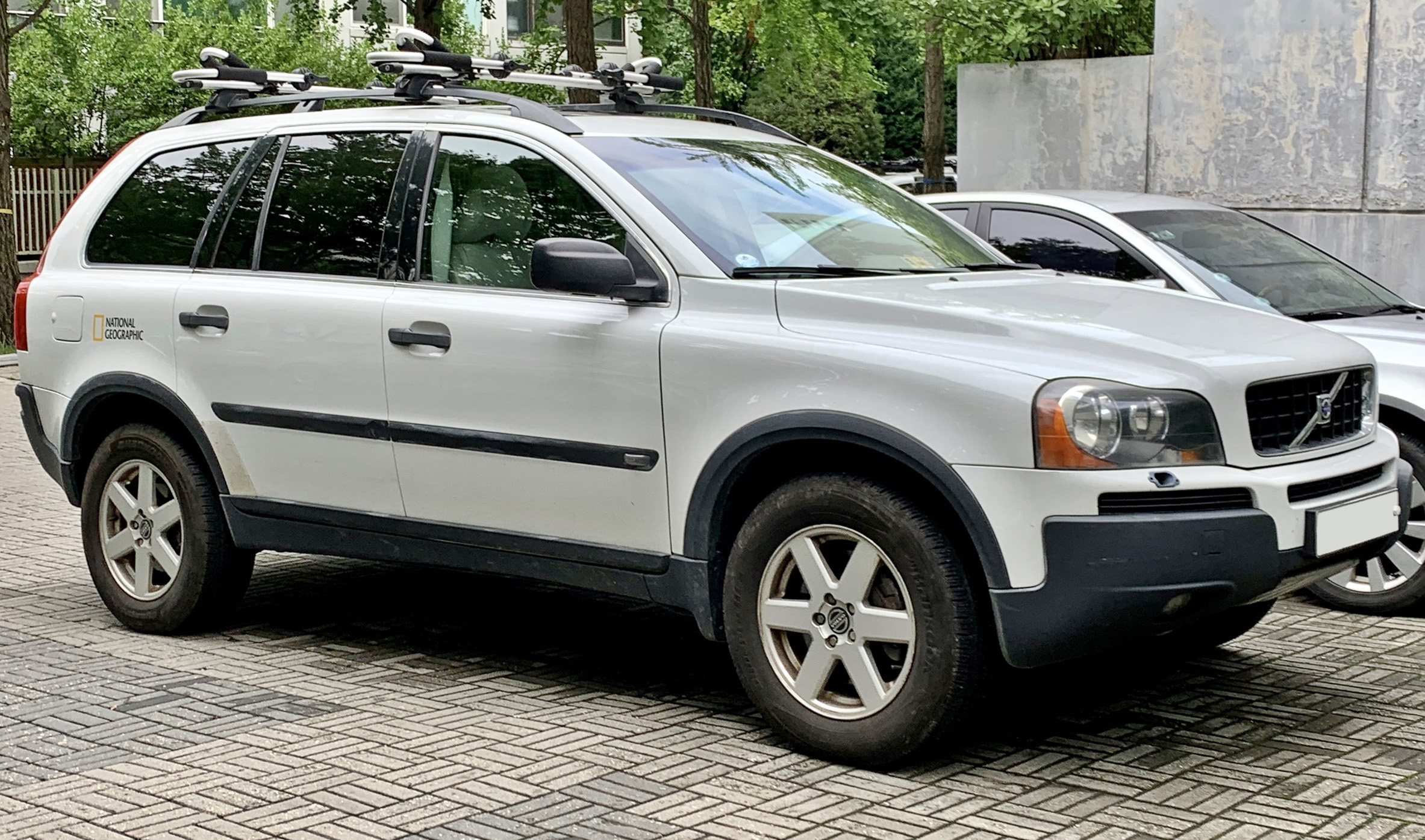
볼보 XC90(전기형) 정측면

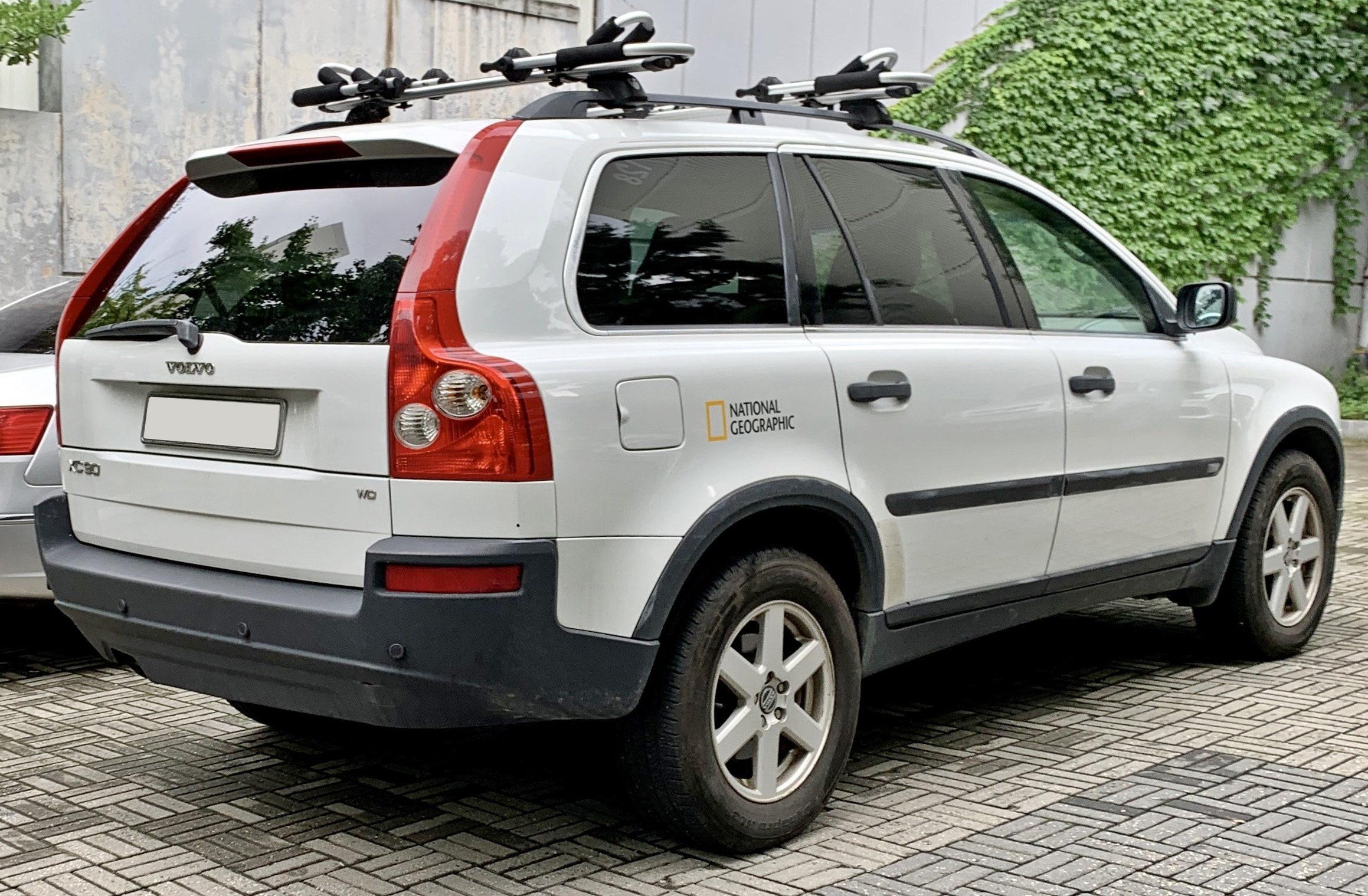
볼보 XC90(전기형) 후측면

2001년에 북미 국제 모터쇼에서 공개된 어드벤처 컨셉을 바탕으로 2002년에 출시되었다. 엔진은 I5 2.5L, 2.9L, I6 3.2L, V8 4.4L(야마하) 등의 가솔린, I5 2.4L 2.4L 등의 디젤 모델이 있었고, 6단 수동변속기, 5, 6단(GM, 아이신) 자동변속기와 조합했다. 2006년에 페이스리프트를 거쳐 테일램프가 바뀌었다. 2009년에 "VOLVO" 문자의 간격을 띄었다. 2010년에는 볼보 로고가 좀더 커졌고, 2012년에는 LED 테일램프가 적용되었고, 2013년에는 LED 주간주행등, 범퍼를 바디컬러로 도색 등의 변경이 있었다.

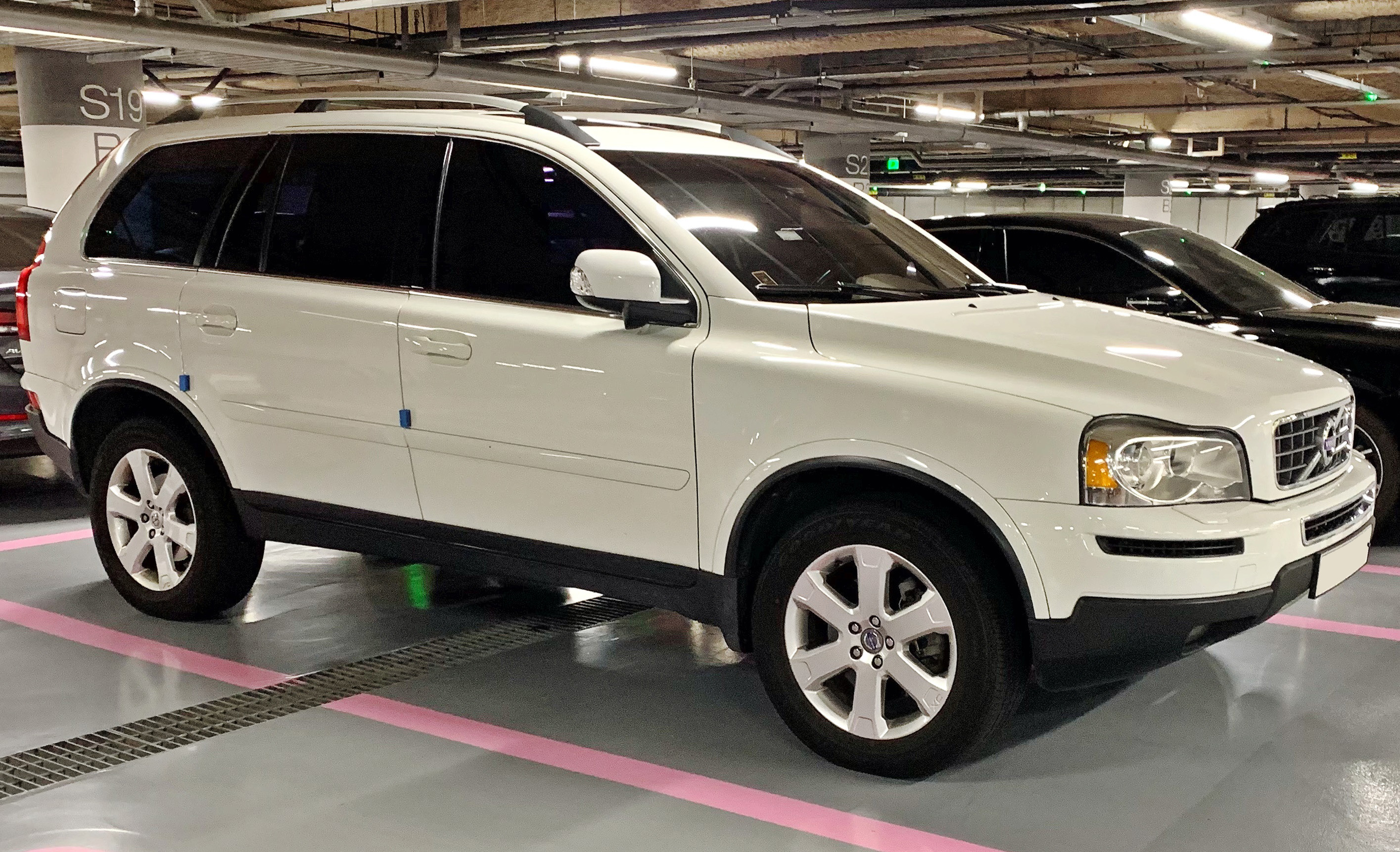
볼보 XC90(후기형) 정측면

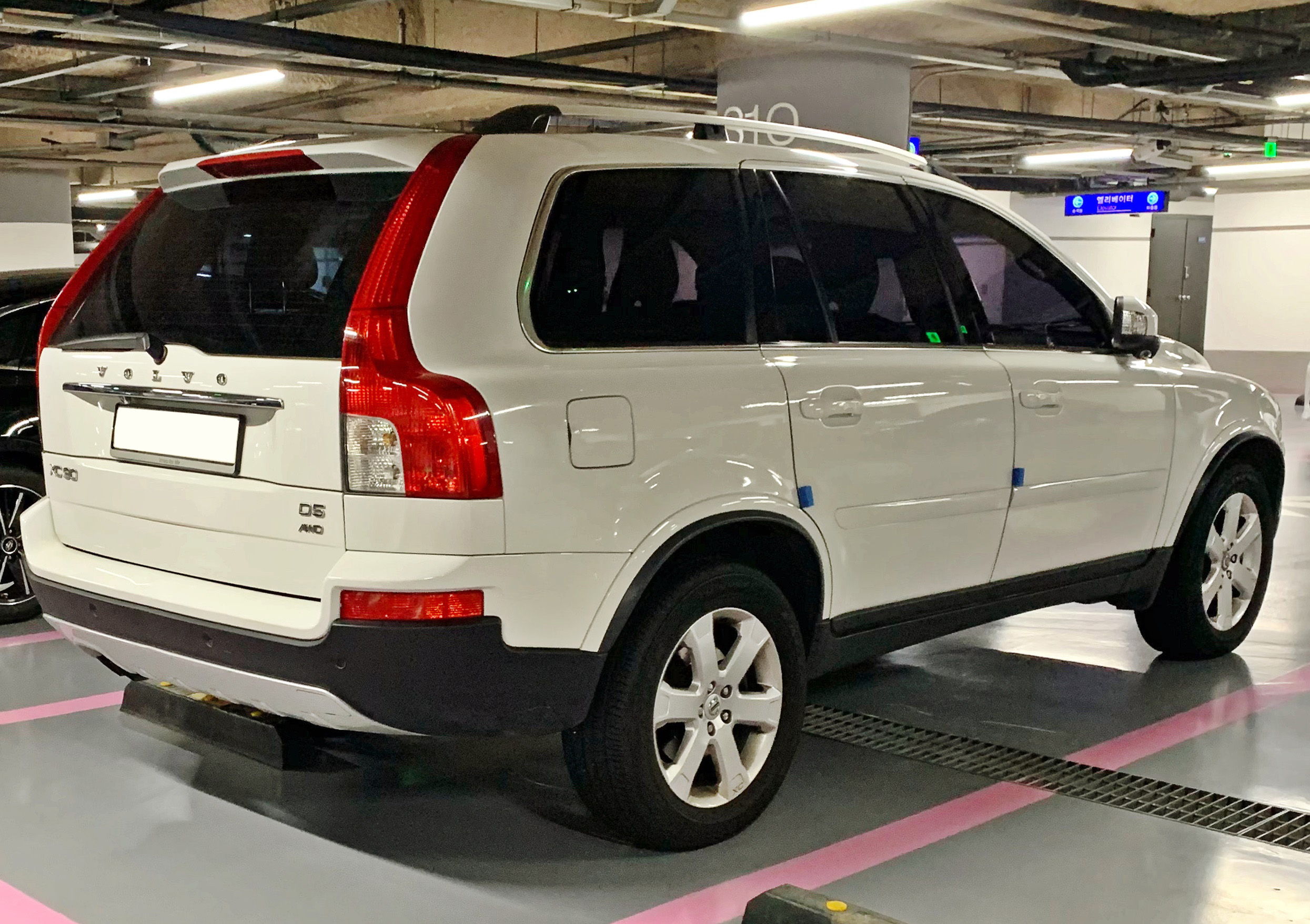
볼보 XC90(후기형) 후측면

## 2세대

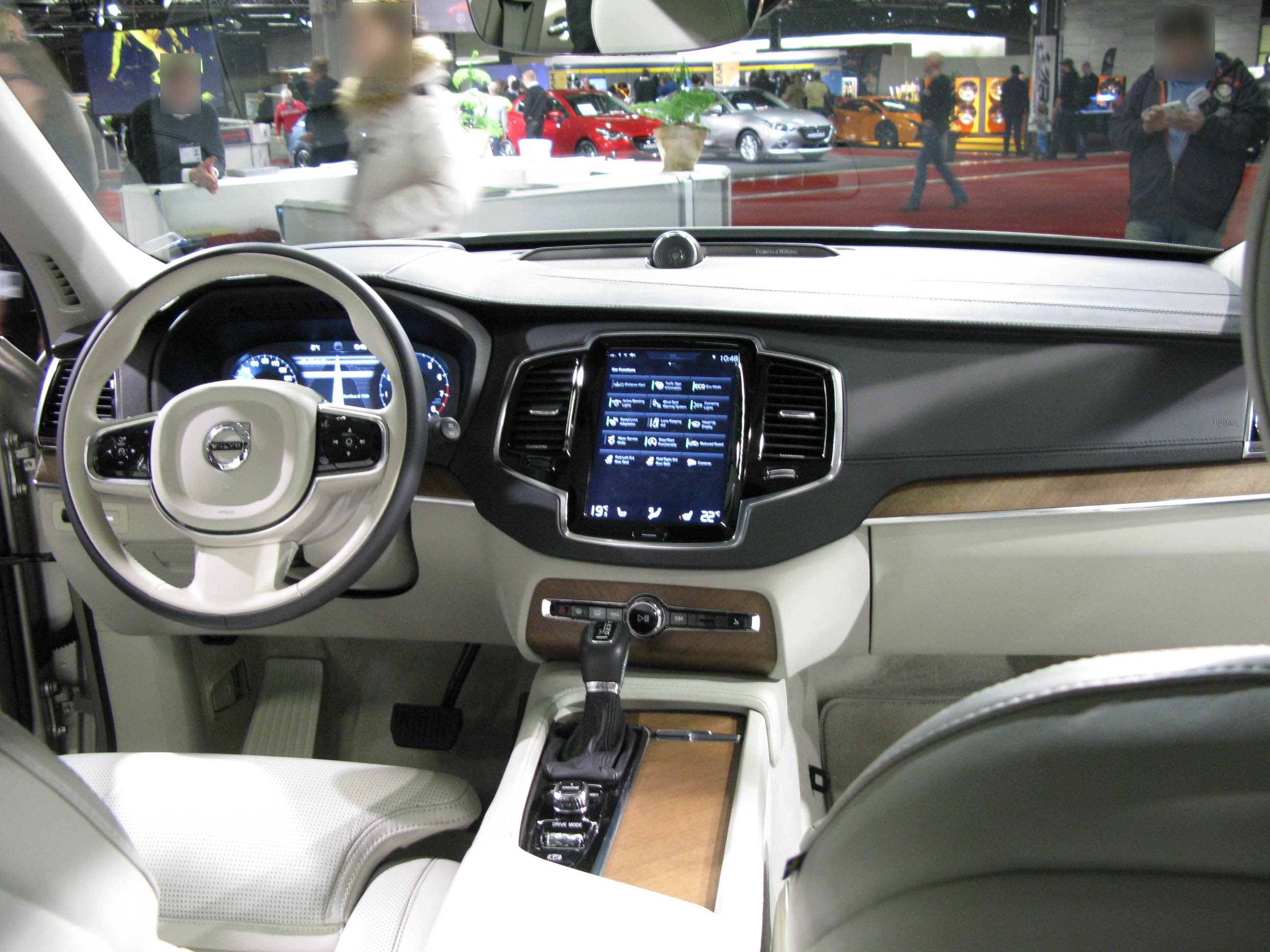
볼보 2세대 XC90 실내

2014년에 공개되었고, 2015년 5월에 출시되었다. 크기가 많이 커져 준대형 SUV로 탈바꿈했다. 볼보의 새로운 전륜구동 SPA 플랫폼이 적용되었다. 가솔린과 디젤 모두 2.0L로 통합되었다. 엔진은 190마력(D4), 235마력(D5), 320마력(T6), 400마력(T8, PHEV)으로 이루어졌다. 가솔린은 터보차저와 슈퍼차저를 넣었고, T8은 플러그인 하이브리드 방식을 추가했고, AWD 대신 전기모터를 이용하는 방식이다. 실내에는 스칸디나비아 느낌의 원목으로 장식했고, 이전 모델보다 단정하고 고급스럽게 꾸몄다. 2019년에 약간의 부분변경을 거쳐 일부 디자인이 약간의 변경되었다.

## 경쟁 차량
- 메르세데스-벤츠 GLE
- BMW X5
- 아우디 Q7
- 포르쉐 카이엔
- 렉서스 RX